# Film à sketches
 (juin 2023).
Si vous disposez d'ouvrages ou d'articles de référence ou si vous connaissez des sites web de qualité traitant du thème abordé ici, merci de compléter l'article en donnant les références utiles à sa vérifiabilité et en les liant à la section « Notes et références ».
Le film à sketches (parfois écrit film à sketchs) est un genre cinématographique reposant sur plusieurs histoires tournant autour d'un même thème, quel qu'il soit (contenu ou forme). Ce genre a connu son heure de gloire en Europe avec la comédie à l'italienne des années 1950 et 1960.

## Différents types de films à sketches
Les acceptions du terme « film à sketches » diffèrent selon les cas et les sources et critiques ne sont pas tous d'accord sur la définition :
- un film à sketches peut être une œuvre collective (chaque segment — ou volet ou tableau — est réalisé par un cinéaste différent) mais il existe aussi des films à sketches entièrement réalisés par un seul cinéaste (par exemple Tout ce que vous avez toujours voulu savoir sur le sexe sans jamais oser le demander de Woody Allen ou Sept fois femme de Vittorio De Sica) ;
- les films à sketches ne sont pas nécessairement humoristiques, le terme « sketch » devant être compris comme « segment », voire « court métrage ». Ainsi, on peut parler de films à sketches pour des films comme L'amore ou 11'09"01 - September 11 ;
- les sketches peuvent être strictement indépendants, c'est-à-dire que leurs histoires ne sont pas liées entre elles et mettent en scène des personnages différents, éventuellement autour d'un thème commun. Néanmoins, on nomme ainsi des films dont les parties sont construites de façon plus ou moins autonomes mais avec l'existence d'un fil conducteur pour tout le film. C'est par exemple le cas de Pulp Fiction ou de Taxidermie ;
- lorsque le récit principal est suivi de récits secondaires, le terme « film à tiroirs » est plus approprié ; lorsque les histoires sont imbriquées et que leurs personnages peuvent se croiser, on parle alors plutôt d'un « film choral ».

## Liste non exhaustive
- 1932 : Si j'avais un million (If I Had a Million) de James Cruze, H. Bruce Humberstone, Ernst Lubitsch, Norman Z. McLeod, Stephen Roberts, William A. Seiter et Norman Taurog
- 1940 : Fantasia : douze réalisateurs
- 1942 : La Femme que j'ai le plus aimée de Robert Vernay
- 1943 : Gli assi della risata de Roberto Bianchi Montero, Gino Talamo et Giuseppe Spirito (premier film à sketches du parlant en Italie)
- 1943 : Et la vie recommence (Forever and a Day) de Victor Saville, Herbert Wilcox, René Clair, Frank Lloyd,Edmund Goulding, Cedric Hardwicke et Robert Stevenson
- 1944 : Les Trois Caballeros (The Three Caballeros) de Norman Ferguson, Clyde Geronimi, Jack Kinney, Bill Roberts et Harold Young
- 1945 : Au cœur de la nuit (Dead of Night) d'Alberto Cavalcanti, Charles Crichton, Basil Dearden et Robert Hamer
- 1946 : Païsa (Paisà) : six sketches de Roberto Rossellini
- 1948 : L'amore : deux sketches de Roberto Rossellini
- 1952 : La Sarabande des pantins (O. Henry's Full House) de Henry Hathaway, Howard Hawks, Henry King, Henry Koster et Jean Negulesco
- 1952 : Brelan d'as : trois sketches d'Henri Verneuil
- 1953 : L'Amour à la ville (L'amore in città) de Michelangelo Antonioni, Federico Fellini, Alberto Lattuada, Carlo Lizzani, Francesco Maselli, Dino Risi et Cesare Zavattini
- 1953 : Nous les femmes (Siamo donne) de Gianni Franciolini, Alfredo Guarini, Roberto Rossellini, Luchino Visconti et Luigi Zampa
- 1953 : Les Amants de Villa Borghese (Villa Borghese) de Vittorio De Sica et Gianni Franciolini
- 1954 : Amours d'une moitié de siècle (Amori di mezzo secolo) de Glauco Pellegrini, Pietro Germi, Mario Chiari, Roberto Rossellini et Antonio Pietrangeli
- 1954 : Secrets d'alcôve de Jean Delannoy, Henri Decoin, Gianni Franciolini et Ralph Habib
- 1954 : Questa è la vita d'Aldo Fabrizi, Giorgio Pàstina, Mario Soldati et Luigi Zampa
- 1957 : La Rose des vents d'Alberto Cavalcanti, Sergueï Guerassimov, Yannick Bellon, Gillo Pontecorvo, Alex Viany et Wu Kuo-yin
- 1962 : Les Amours difficiles (L'amore difficile) d'Alberto Bonucci, Sergio Sollima, Nino Manfredi et Luciano Lucignani
- 1962 : Boccace 70 (Boccaccio '70) de Federico Fellini, Mario Monicelli, Vittorio De Sica et Luchino Visconti
- 1962 : La Conquête de l'Ouest (How the West Was Won) de John Ford, Henry Hathaway, George Marshall et Richard Thorpe
- 1962 : L'Amour à vingt ans de François Truffaut, Shintarō Ishihara, Marcel Ophüls, Renzo Rossellini et Andrzej Wajda.
- 1963 : I misteri di Roma : dix-sept réalisateurs
- 1963 : Les Monstres (I mostri) : dix-neuf sketches de Dino Risi
- 1963 : Rogopag de Roberto Rossellini, Jean-Luc Godard, Pier Paolo Pasolini et Ugo Gregoretti
- 1963 : Les Trois Visages de la peur (I tre volti della paura), trois sketches de Mario Bava
- 1964 : Haute Infidélité de Franco Rossi, Elio Petri, Luciano Salce et Mario Monicelli
- 1964 : Les Plus Belles Escroqueries du monde de Claude Chabrol, Jean-Luc Godard, Ugo Gregoretti, Hiromichi Horikawa et Roman Polanski
- 1965 : Les Poupées (Le bambole) de Dino Risi, Luigi Comencini, Franco Rossi et Mauro Bolognini
- 1965 : Les Complexés (I complessi) de Dino Risi, Franco Rossi et Luigi Filippo D'Amico
- 1965 : Les Trois Visages (I tre volti) de Michelangelo Antonioni, Mauro Bolognini et Franco Indovina
- 1965 : Aujourd'hui, demain et après-demain (Oggi, domani, dopodomani) de Luciano Salce, Marco Ferreri et Eduardo De Filippo
- 1965 : Thrilling de Carlo Lizzani, Ettore Scola et Gian Luigi Polidoro
- 1965 : Paris vu par… de Jean Douchet, Jean Rouch, Jean-Daniel Pollet, Éric Rohmer, Jean-Luc Godard et Claude Chabrol
- 1965 : Un grand seigneur / Les bons vivants de Gilles Grangier et Georges Lautner
- 1966 : Nos maris (I nostri mariti) de Luigi Filippo D'Amico, Luigi Zampa et Dino Risi
- 1966 : Les Ogresses (Le fate) de Mauro Bolognini, Mario Monicelli, Antonio Pietrangeli et Luciano Salce
- 1967 : Stimulantia : neuf réalisateurs suédois
- 1967 : Le Plus Vieux Métier du monde de Claude Autant-Lara, Mauro Bolognini, Philippe de Broca, Jean-Luc Godard, Franco Indovina et Michael Pfleghar
- 1967 : Les Sorcières (Le streghe) de Mauro Bolognini, Vittorio De Sica, Pier Paolo Pasolini, Franco Rossi et Luchino Visconti
- 1968 : Caprice à l'italienne (Capriccio all'italiana) de Mauro Bolognini, Mario Monicelli, Pier Paolo Pasolini, Steno, Pino Zac et Franco Rossi
- 1968 : Histoires extraordinaires de Roger Vadim, Louis Malle et Federico Fellini
- 1968 : Cinétract de Jean-Luc Godard, Chris Marker, Alain Resnais...
- 1969 : La Contestation (Amore e rabbia) de Marco Bellocchio, Bernardo Bertolucci, Pier Paolo Pasolini, Jean-Luc Godard et Carlo Lizzani
- 1970 : Drôles de couples (Le coppie) de Mario Monicelli, Alberto Sordi et Vittorio De Sica
- 1971 : Le Décaméron (Il decameron) : dix contes de Pier Paolo Pasolini
- 1972 : Les Contes de Canterbury (I racconti di Canterbury) : huit contes de Pier Paolo Pasolini
- 1973 : Le Sexe fou (Sessomatto) : neuf segments de Dino Risi
- 1974 : Contes immoraux : quatre segments de Walerian Borowczyk
- 1974 : Les Mille et Une Nuits (Il fiore delle mille e una notte) : treize contes de Pier Paolo Pasolini
- 1976 : Mesdames et messieurs, bonsoir (Signore e signori, buonanotte) : onze réalisateurs
- 1976 : La Fiancée de l'évêque (Quelle strane occasioni) de Luigi Magni, Luigi Comencini et Nanni Loy
- 1977 : Les Nouveaux Monstres (I nuovi mostri) d'Ettore Scola, Mario Monicelli et Dino Risi
- 1978 : Où es-tu allé en vacances ? (Dove vai in vacanza?) de Mauro Bolognini, Alberto Sordi et Luciano Salce
- 1980 : Les Séducteurs (I seduttori della domenica) de Bryan Forbes, Édouard Molinaro, Gene Wilder et Dino Risi
- 1981 : Le Club des monstres de Roy Ward Baker
- 1982 : Creepshow : cinq segments de George A. Romero
- 1983 : La Quatrième Dimension (Twilight Zone : The Movie) de John Landis, Steven Spielberg, Joe Dante et George Miller: quatre segments précédés  d'un prologue et suivis d'un épilogue.
- 1990 : Adrénaline : treize segments par sept réalisateurs
- 1991: Night on Earth de Jim Jarmusch
- 1993 : Petits Cauchemars avant la nuit : trois segments de John Carpenter et Tobe Hooper
- 1993 : Necronomicon : quatre segments de Brian Yuzna Shūsuke Kaneko et Christophe Gans
- 2007: Chacun son cinéma : trente-cinq réalisateurs pour trente-trois sketches
- 2011 : Chillerama d'Adam Green, Joe Lynch, Adam Rifkin et Tim Sullivan
- 2012 : The ABCs of Death : vingt-six réalisateurs réalisant chacun un segment
- 2013 : A Touch of Sin, en quatre récits, écrit et réalisé par Jia Zhangke
- 2014 : Les Nouveaux Sauvages (Relatos salvajes), du réalisateur argentin Damián Szifrón, six segments.
- 2014 : ABCs of Death 2 : vingt-six réalisateurs réalisant chacun un segment
- 2018 : La Ballade de Buster Scruggs : six segments de Joel et Ethan Coen
- 2020 : The French Dispatch de Wes Anderson
- 2022 : The Seven Faces of Jane de Gillian Jacobs, Ken Jeong, Gia Coppola, Ryan Heffington, Alexandra Cassavetes, Boma Iluma, Julian Acosta et Alex Takacs
- 2024 : Heureux gagnants de Maxime Govare et Romain Choay
- 2024 : From Ground Zero
- 2025 : Predator: Killer of Killers de Dan Trachtenberg